# روگنیتس
روگنیتس (به آلمانی: Rögnitz) یک شهر در آلمان است که در نوردوست‌مکلنبورگ واقع شده‌است. روگنیتس ۲۱۷ نفر جمعیت دارد.